# Cao Xi
Cáo Xī (chinesisch 曹羲, Pinyin Cáo Xī, W.-G. Ts'ao Hsi; † 249) war der zweite Sohn des Wei-Generals Cao Zhen und der jüngere Bruder von Cao Shuang. Cao Xi riet seinem anmaßenden älteren Bruder oftmals, sich vor Sima Yi in Acht zu nehmen, der damals Anspruch auf die Regentschaft erhob. Beide, Shuang und Xi, wurden jedoch 249 nach Sima Yis Staatsstreich hingerichtet.